# Halle de Grètèdar
L'ancienne halle de Grètèdar parfois orthographiée Grétedar, auparavant porte de Livremont, est un immeuble classé situé dans la ville de Malmedy en Belgique (province de Liège).

## Localisation
Cet immeuble est situé au no 8 de Grètèdar, une petite rue pavée en cul-de-sac du centre de la ville de Malmedy. Cette rue est toutefois prolongée par des sentiers qui grimpent la colline boisée de Livremont située au nord de la ville.

## Historique
La fonction de ce bâtiment a évolué au fil des siècles et des transformations. Le premier bâtiment érigé est la porte de Livremont, une porte de ville construite au début du XVIIe siècle, vraisemblablement en 1601 ou 1602. C'était l'une des huit portes comprises dans les remparts de la ville. Dès 1676, les troupes françaises du roi Louis XIV procèdent au démantèlement des fortifications et la porte est désaffectée. En 1727, le bâtiment est agrandi et transformé en une halle. Elle abrite aussi une haute cour de justice jusqu’en 1794 avant de devenir la mairie sous l'occupation française. Ensuite, l'immeuble change souvent de propriétaire avant d'être acheté en 1964 par l’ASBL Malmedy-Folklore qui y installe son siège.

## Description
Le bâtiment est érigé en moellons d'arkose, un grès local de teinte jaunâtre. Des traces de martelage sont visibles sur la plupart de ces moellons. Les seuils, linteaux et piédroits sont réalisés en schiste de Recht. La façade arrière ainsi que les deux pignons sont percés par vingt-cinq meurtrières, témoins de la construction d'origine. La toiture à quatre pans est recouverte d'ardoises et percée de deux lucarnes.

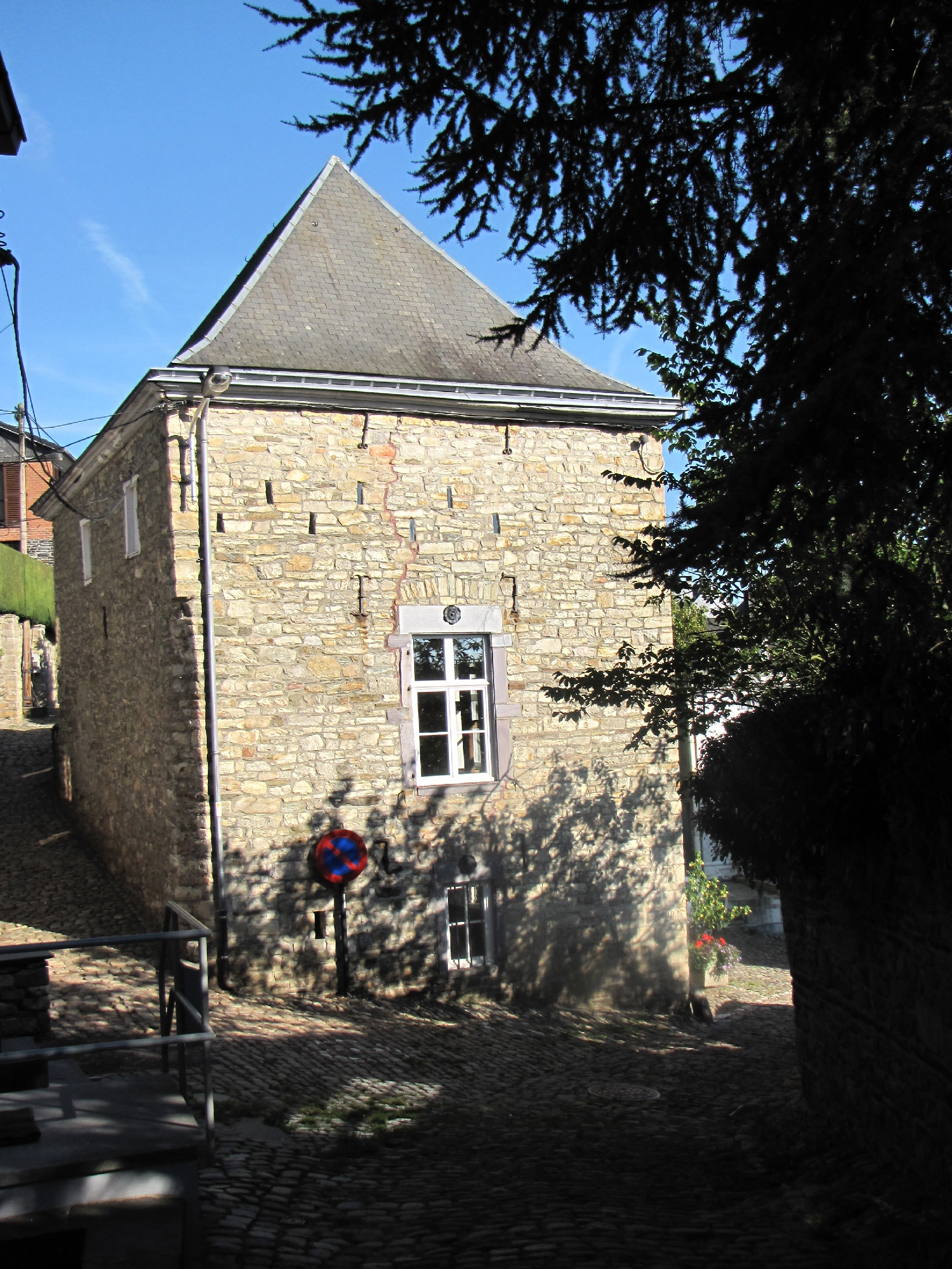
Pignon ouest de la halle de Grètèdar.